# Partit Democràtic Laborista (Brasil)
El Partit Democràtic Laborista (Partido Democrático Trabalhista o PDT, en portuguès) és un partit polític socialista populista brasiler. Va ser fundat a Lisboa (Portugal) el 1979 pel líder esquerrà Leonel Brizola com a intent de reorganitzar les forces d'esquerra del Brasil durant el final de la dictadura militar brasilera recollint el trabalhismo de Getúlio Vargas i João Goulart. Es va adherir a la Internacional Socialista el 1986, adoptant, inclusivament, a la seva bandera el símbol d'aquesta institució (una mà sostenint una rosa).

## Organització
El partit s'organitza en directoris municipals i estatals, i també en moviments socials cooperatius, com el Moviment Negre, l'«Associació de les Dones Treballadores», la «Unió Sindical Laborista», la «Joventut Socialista» i el «Moviment Verd Laborista». El seu directori nacional es compon de més de 250 membres, mentre que el seu executiu nacional està format per 21 membres.
Els moviments socials cooperatius tenen els seus propis estatuts i organització a nivell nacional.
La Joventut Socialista, fundada el 1981, s'anomenava originalment «Joventut Laborista». El seu nom havia estat canviat dues vegades: el 1984, a «Joventut Socialista Laborista», i llavors el 1985 a Joventut Socialista. La intenció era donar suport al grup que va defensar la participació del partit a la Internacional Socialista, així com el canvi de nom del partit a «Partit Socialista». Aquest últim mai va ocórrer.

## Resultats electorals
El millor resultat del partit en una elecció presidencial va ser assolit pel líder històric Leonel Brizola, amb un 17% dels vots en la primera volta de les eleccions presidencials del 1989. No obstant això, Brizola perdut contra el seu rival, Luiz Inácio Lula da Silva per un marge del 0,5%, impedint-li d'enfrontar al candidat de dreta, Fernando Collor de Mello, en la segona volta.
En les eleccions legislatives l'octubre de 2002, el partit va obtenir 21 dels 513 escons de la Cambra dels Diputats i cinc dels 81 escons del Senat. El seu candidat va guanyar l'elecció a governador a Amapá. Posteriorment, es va passar a l'oposició al govern federal encapçalat per Luiz Inácio Lula da Silva.
A les eleccions municipals d'octubre de 2004, el partit va elegir 300 alcaldes i 3.252 regidors, obtenint 5,5 milions de vots.
Després de la crisi política que va sofrir el govern de Lula el 2005, PDT ha rebut l'afiliació de diversos membres d'ala esquerra del partit del president, Partit dels Treballadors (PT), que estaven en desacord amb les polítiques governamentals, inclòs l'exministre d'Educació, Cristovam Buarque. Cristovam va confrontar el president Lula a la primera volta de les eleccions nacionals del 2006, arribant al 4t lloc (amb 2.538.834, o un 2,64% dels vots). En les eleccions legislatives d'1 d'octubre del 2006, el partit va experimentar lleugeres guanys, conquistant 24 escons a la Cambra dels Diputats. El PDT va sostenir la gubernatura d'Amapá, i va obtenir una victòria sorprenent en les eleccions a governador a Maranhão.

### Eleccions legislatives
| Any  | Cambra de Diputats | Cambra de Diputats | Cambra de Diputats | Cambra de Diputats | Senat Federal | Senat Federal | Senat Federal | Senat Federal | Govern             |
| Any  | Vots               | %                  | Escons             | +/–                | Vots          | %             | Escons        | +/–           | Govern             |
| ---- | ------------------ | ------------------ | ------------------ | ------------------ | ------------- | ------------- | ------------- | ------------- | ------------------ |
| 1982 | 2,394,723          | 5.82%              | 23 / 479           | New                | 2,496,188     | 5.92%         | 1 / 25        | Nou           | Oposició           |
| 1986 | 3,075,429          | 6.50%              | 24 / 487           | 1                  | N/A           | N/A           | 1 / 49        | =             | Oposició           |
| 1990 | 4,068,078          | 10.04%             | 46 / 502           | 22                 | N/A           | N/A           | 1 / 31        | =             | Oposició           |
| 1994 | 3,303,404          | 7.23%              | 34 / 513           | 12                 | 7,299,932     | 7.62%         | 4 / 54        | 3             | Oposició           |
| 1998 | 3,776,541          | 5.67%              | 25 / 513           | 9                  | 3,195,863     | 5.17%         | 4 / 81        | =             | Oposició           |
| 2002 | 4,482,538          | 5.12%              | 21 / 513           | 4                  | 7,932,624     | 5.26%         | 5 / 81        | 1             | Coalició           |
| 2006 | 4,854,017          | 5.21%              | 24 / 513           | 3                  | 5,023,041     | 5.95%         | 5 / 81        | =             | Coalició           |
| 2010 | 4,854,602          | 5.03%              | 28 / 513           | 4                  | 2,431,940     | 1.43%         | 4 / 81        | 1             | Coalició           |
| 2014 | 3,469,168          | 3.57%              | 19 / 513           | 9                  | 3,609,643     | 4.04%         | 8 / 81        | 4             | Coalició (2014–16) |
| 2014 | 3,469,168          | 3.57%              | 19 / 513           | 9                  | 3,609,643     | 4.04%         | 8 / 81        | 4             | Oposició (2016–18) |
| 2018 | 4,545,846          | 4.62%              | 28 / 513           | 9                  | 7,737,982     | 4.52%         | 5 / 81        | 3             | Oposició           |
| 2022 | 3,843,174          | 3.49%              | 17 / 513           | 11                 | 1,650,222     | 1.62%         | 2 / 81        | 3             | Coalició           |

## Líders importants del partit
- Leonel Brizola (1922-2004) - cunyat del president João Goulart, Brizola («El Caudillo»[11]) va fundar el Partit Democràtic Laborista el 1979.
- Darcy Ribeiro (1922-1997) - antropòleg, va ser un dels fundadors de la Universitat de Brasília.
- Jackson Lago (1934-2011) - exalcalde de São Luís i governador de Maranhão.